# Verklista för Aram Chatjaturjan
Musikaliska verk av Aram Chatjaturjan.

## Verk

### Baletter
- Lyckan – Balett i tre akter och en epilog, Libretto: Owanesjan-Kimika, 1939.
- Gajané – Balett i fyra akter och en epilog. Libretto: K. Dershawin, 1942, revidierat 1952, 1957.
- Spartacus – Balett i tre akter. Libretto: N. Wolkow, 1954, Uruppförande: Leningrad 1956

### Orkesterverk

#### Sviter
- Svit ur baletten Lyckan nr 1 – 1939
- Svit ur baletten Lyckan nr 2 – 1939
- Svit ur baletten Gajané nr 1 – 1943
- Svit ur baletten Gajané nr 2 – 1943
- Svit ur baletten Gajané nr 3 – 1943
- Svit ur Maskerad – 1943
- Svit ur filmmusiken till Slaget om Stalingrad – 1949
- Svit ur scenmusiken till Änkan från Valencia – 1953
- Svit ur baletten Spartacus nr 1 – 1955–57
- Svit ur baletten Spartacus nr 2 – 1955–57
- Svit ur baletten Spartacus nr 3 – 1955–57
- Svit ur scenmusiken till Lermontov – 1953
- Svit ur baletten Spartacus nr 4 – 1967

#### Symfonier
- Danssvit – fem satser, 1933
- Symfoni nr 1 – 1934
- Två danser – 1935
- Symfoni nr 2 – 1943, omarbetad 1944
- Koreografiska valser – 1944
- Rysk fantasi – Konserttranskription av en scen ur baletten Lyckan, 1944/45
- Symfoni nr 3 – i en sats för orchester, orgel och 15 trumpeter, 1947
- Ode till Lenins minne – efter filmmusiken, 1949
- Slaget vid Volga – programmatisk symfonisk svit i åtta satser, 1950
- Festligt poem – 1952
- Hälsningsouvertyr – till öppnande av Sovjetunionens kommunistiska partis 21:a kongress, 1959

#### Verk för soloinstrument och orkester
- Pianokonsert – 1936
- Violinkonsert – 1940
- Cellokonsert – 1946
- Rapsodi för violin och orkester – 1961/62
- Rapsodi för cello och orkester – 1963
- Rapsodi för piano och orkester – 1967

#### Övriga orkesterverk
- Marsch för blåsorkester nr 1 – 1929
- Marsch för blåsorkester nr 2 – till den armeniska sovjetrepubilkens tioårsdag, 1930
- Två stycken efter armeniska sångtemata – för blåsorkester, 1933
- Två stycken efter uzbekiska sångtemata – för blåsorkester, 1933
- Sangesurmarsch – för blåsorkester, 1938
- Till hjältarna i det fosterländska kriget – Marsch för blåsorkester, 1942
- Sovjetpolisen marsch

### Kammarmusik
- Dans B-dur op.1 – för violin och piano, 1926
- Sångpoem – för violin och piano, till aschugernas ära, 1929
- Allegretto – för violin och piano, 1929
- Svit – för viola och piano, 1929–32
- Dans – för balalajka och domra, 1929–32
- Dubbelfuga – för stråkkvartett, 1932
- Violinsonat – 1932
- Andantino - för fagottrio 1932
- Trio – för klarinett, violin och piano, 1932
- Recitativ och fuga – för stråkkvartett, bearbetning av verket från 1932
- Sonatfantasi C-dur – für solovioloncell, 1974
- Sonat – för soloviolin, 1975
- Sonat – för soloviola, 1976

### Pianoverk
- Valse Caprice – 1926
- Dans g-moll – 1926
- Poem ciss-moll – 1927
- Marsch – 1929
- Sju fugor – 1929
- Sju Recitativ och fugor – 1928/29 och 1970
- Toccata – 1932
- Budjonovka – efter ett sångtema av Davidenko, 1932
- Massdans – 1932
- Barnalbum Hefte 2 – tio karaktärsstycken, 1926–47 (även: Ivans äventyr)
- Fughetta – 1947
- Sonatin C-dur – 1959
- Sonat C-dur – tillägnad N.I. Mjaskovskij, 1961
- Barnalbum Hefte 2 – 10 stycken, 1964

#### Verk för två pianon
- Svit i tre satser – efter filmmusiken till Människan och sången Irans döttrar, 1944/45

### Vokala verk

#### För kör eller sång till orkester
- Aschugerna sång – för kör och orkester efter Bairamov från Tausa, 1937/38
- Symfoniskt poem – med slutkören Aschugerna sång för kör och orkester, 1938
- Tre konsertarior – för hög stämma och orkester efter text av armeniska diktare, 1944–46
- Ode till glädjen – för mezzosopran, blandad kör, violiner, tio harpor och orkester efter Smirnov, 1956
- Ballad om hembygden – för basstämma och orkester efter Garnekerjan, 1961
- Kantat för kör och orkester, 1964
- Till hjältarna minne – Oratorium, 1976

#### Sånger
- Vår framtid – Burunov, 1931
- Ny sång – Tscharents, 1932
- Säden växte – Gidasch, 1932
- Pepos sång – Tscharents, 1934
- På Gogolboulevarden – Michalkov, 1935
- Upp till kamp, Camarados – Smoljan, 1936
- Trädgård, min älskade trädgård – Lebedev-Kumatsch, 1938
- Irans döttrar – Lachuti, 1939
- Ninas romans – ur skådespelsmusiken till Maskerad, 1941
- Kapten Gastello – Lugin, 1941
- Östersjön – Radionov, ur skådespelsmusiken till Klockspelet i Kreml, 1942
- Mäktiga Ural – Barto, 1943
- Gardesmarsch – Lebdev-Kumatsch, 1942
- Du mitt Ural – Slavin, 1943
- Männen från Ural är präktiga kämpar – Garto, 1943
- Jag väntar och är din – Slawin, 1943
- Armeniska socialistiska sovjetrepublikens hymn – 1944
- Hemlandets sång – Rubljev, 1948
- Vredens sång – Rubljev, 1948
- Erevans sång – Graschi, 1948
- Hjärtats sång – Michalkov, 1949
- Min hembygd – Sadofjev, 1950
- Armeniskt skål – Graschi, 1950
- Sången om en flicka – Graschi, 1950
- Lyckomattan – Graschi, 1951
- Min hembygd – Gridov, 1951
- Fredslöfte – Rubljev, 1951
- Fredskämparnas sång – Ostrova, 1951
- Jag hälsade dig med en blomma...… – Graschi, 1952
- Vals till vänskapen – Rubljew, 1952
- Desdemonas sång – ur filmmusiken till Othello, 1956
- Soldatsång – ur filmmusiken till Othello, 1956
- Sången om videbusken – ur filmmusiken till Othello, 1956
- Vårkarneval – Gradov, 1956

#### Vokalmusik
- Svartahavsflottans sång – för manskör efter Steinberg, 1931
- Gruvarbetarnas komsomolsång – för blandad kör efter Sitkovskij, 1932
- Tre pionjärsånger – efter Vladimirovskij och Michalkov för barnkör med pianoackompanjemang, 1933
- Vårt fosterlands ära – efter Vassilij Ivanovitj Lebedev-Kumatj för solister, kör och piano, 1943
- Vad barn drömma om – efter Gradov för barnkör och piano
- De ryska matrosernas marschsång – filmmusik för manskör a cappella efter Surkov, 1955